# Mistrzostwa Europy Juniorów w Saneczkarstwie 2014
35. Mistrzostwa Europy juniorów w saneczkarstwie 2014 odbyły się 10 – 11 stycznia w łotewskiej Siguldzie. Zawodnicy rywalizowali w czterech konkurencjach: jedynkach kobiet, jedynkach mężczyzn, dwójkach mężczyzn i w drużynie.

## Terminarz
| Data             | Miejscowość | Konkurencja      | Złoto                                                                | Srebro                                                                       | Brąz                                                                                 |
| ---------------- | ----------- | ---------------- | -------------------------------------------------------------------- | ---------------------------------------------------------------------------- | ------------------------------------------------------------------------------------ |
| 11 stycznia 2014 | Sigulda     | Jedynki kobiet   | Angelique Fleischer                                                  | Wiktoria Demczenko                                                           | Jekaterina Katnikowa                                                                 |
| 11 stycznia 2014 | Sigulda     | Jedynki mężczyzn | Armin Frauscher                                                      | Aleksander Stepiczew                                                         | Riks Kristens Rozītis                                                                |
| 10 stycznia 2014 | Sigulda     | Dwójki mężczyzn  | Niemcy Tim Brendel · Florian Funk                                    | Austria Thomas Steu · Lorenz Koller                                          | Austria David Trojer · Phillip Knoll                                                 |
| 11 stycznia 2014 | Sigulda     | Drużynowe        | Niemcy Angelique Fleischer · Toni Gräfe · Tim Brendel · Florian Funk | Łotwa Ulla Zirne · Riks Kristens Rozītis · Kristens Putins · Kārlis Matuzels | Rosja Wiktoria Demczenko · Aleksander Stepiczew · Stanisław Malcew · Oleg Faszudinow |

## Wyniki

### Jedynki kobiet
- Data / Początek: Sobota 11 stycznia 2014

| Medal | Zawodniczka          | Narodowość | 1. zjazd | 2. zjazd | Czas     | Strata |
| ----- | -------------------- | ---------- | -------- | -------- | -------- | ------ |
|       | Angelique Fleischer  | Niemcy     | 43,338   | 43,385   | 1:26,723 | -      |
|       | Wiktoria Demczenko   | Rosja      | 43,381   | 43,398   | 1:26,779 | +0,056 |
|       | Jekaterina Katnikowa | Rosja      | 43,610   | 43,524   | 1:27,134 | +0,411 |
| 4.    | Ulla Zirne           | Niemcy     | 43,407   | 43,991   | 1:27,398 | +0,675 |
| 5.    | Jessica Tiebel       | Rosja      | 43,556   | 43,854   | 1:27,410 | +0,687 |
| 6.    | Julia Taubitz        | Niemcy     | 43,590   | 43,824   | 1:27,414 | +0,691 |
| 7.    | Saskia Langer        | Niemcy     | 43,587   | 43,986   | 1:27,573 | +0,850 |
| 8.    | Lilija Burmitstrzowa | Rosja      | 44,064   | 43,909   | 1:27,973 | +1,250 |
| 9.    | Nina Prock           | Austria    | 44,479   | 43,701   | 1:28,180 | +1,457 |
| 10.   | Alise Mitkus         | Łotwa      | 44,624   | 43,705   | 1:28,329 | +1,606 |

### Jedynki mężczyzn
- Data / Początek: Sobota 11 stycznia 2014

| Medal | Zawodnik                | Narodowość | 1. zjazd | 2. zjazd | Czas     | Strata |
| ----- | ----------------------- | ---------- | -------- | -------- | -------- | ------ |
|       | Armin Frauscher         | Austria    | 50,399   | 50,825   | 1:41,224 | -      |
|       | Aleksander Stepiczew    | Rosja      | 50,513   | 50,995   | 1:41,508 | +0,284 |
|       | Riks Kristens Rozītis   | Łotwa      | 50,466   | 51,067   | 1:41,533 | +0,309 |
| 4.    | Toni Grafe              | Niemcy     | 50,572   | 50,967   | 1:41,539 | +0,315 |
| 5.    | Aleksander Gorbaczewicz | Rosja      | 50,515   | 51,074   | 1:41,589 | +0.365 |
| 6.    | Christian Paffe         | Niemcy     | 50,904   | 50,974   | 1:41,878 | +0,654 |
| 7.    | Maximilian Jung         | Niemcy     | 51,467   | 51,560   | 1:43,027 | +1,803 |
| 8.    | Michael Mayer           | Austria    | 51,596   | 51,590   | 1:43,186 | +1,962 |
| 9.    | Alex Ferlazzo           | Australia  | 51,250   | 51,969   | 1:43,219 | +1,995 |
| 10.   | Sebastian Bley          | Niemcy     | 51,437   | 51,829   | 1:43,266 | +2,042 |
| ...   | ...                     | ...        | ...      | ...      | ...      | ...    |
| 13.   | Wojciech Chmielewski    | Polska     | 52,547   | 52,441   | 1:44,988 | +3,774 |

### Dwójki mężczyzn
- Data / Początek: Piątek 10 stycznia 2014

| Medal | Zawodnicy                             | Narodowość        | 1. zjazd | 2. zjazd | Czas     | Strata |
| ----- | ------------------------------------- | ----------------- | -------- | -------- | -------- | ------ |
|       | Tim Brendel Florian Funk              | Niemcy            | 40,786   | 40,294   | 1:21,080 | -      |
|       | Thomas Steu Lorenz Koller             | Austria           | 40,584   | 40,565   | 1:21,149 | +0,069 |
|       | David Trojer Phillip Knoll            | Austria           | 40,721   | 40,486   | 1:21,207 | +0,127 |
| 4.    | Florian Gruber Simon Kainzwaldner     | Włochy            | 40,647   | 40,701   | 1:21,348 | +0,268 |
| 5.    | Florian Löffler Manuel Stiebing       | Niemcy            | 40,706   | 40,852   | 1:21,558 | +0,478 |
| 6.    | Stanisław Malcew Oleg Faszudinow      | Rosja             | 40,731   | 41,032   | 1:21,763 | +0,683 |
| 7.    | Jewgienij Jewdokimow Aleksiej Groszew | Rosja             | 41,129   | 40,725   | 1:21,854 | +0,774 |
| 8.    | Jurij Kalinin Siergiej Bielajew       | Rosja             | 41,400   | 40,791   | 1:22,191 | +1,111 |
| 9.    | Wojciech Chmielewski Mateusz Żakowicz | Polska            | 41,367   | 41,164   | 1:22,531 | +1,451 |
| 10.   | Justin Krewson Tristan Jeskanen       | Stany Zjednoczone | 41,676   | 41,100   | 1:22,776 | +1,696 |

### Drużynowe
- Data / Początek: Sobota 11 stycznia 2014

| Medal | Zawodnicy                                                                | Narodowość | Czas     | Strata  |
| ----- | ------------------------------------------------------------------------ | ---------- | -------- | ------- |
|       | Angelique Fleischer/Toni Gräfe/Tim Brendel/Florian Funk                  | Niemcy     | 2:06,055 | –       |
|       | Ulla Zirne/Riks Kristens Rozītis/Kristens Putins/Kārlis Matuzels         | Łotwa      | 2:06,749 | +0,694  |
|       | Wiktoria Demczenko/Aleksander Stepiczew/Stanisław Malcew/Oleg Faszudinow | Rosja      | 2:07,200 | +1,145  |
| 4.    | Marta Koza/Anton Dukacz/Roman Radczenkow/Igor Lehedza                    | Ukraina    | 2:09,196 | +3,141  |
| 5.    | Katarína Šimoňáková/Lubomir Kordek/Jakub Šimoňák/Patrik Tomasko          | Słowacja   | 2:11,899 | +5,844  |
| 6.    | Klaudia Grzybek/Kacper Tarnawski/Wojciech Chmielewski/Mateusz Żakowicz   | Polska     | 2:16,030 | +9,750  |
| 7.    | Elena Postoaca/Daniel Popa/Cosmin Atodiresei/Ștefan Musei                | Rumunia    | 2:21,882 | +15,827 |
|       | Nina Prock/Armin Frauscher/David Trojer/Phillip Knoll                    | Austria    | -        | -       |

## Klasyfikacja medalowa
| Miejsce | Państwo |   |   |   | Razem |
| ------- | ------- | - | - | - | ----- |
| 1.      | Niemcy  | 3 | 0 | 0 | 3     |
| 2.      | Austria | 1 | 1 | 1 | 3     |
| 3.      | Rosja   | 0 | 2 | 2 | 4     |
| 4.      | Łotwa   | 0 | 1 | 1 | 2     |